# La Roche-en-Brenil
La Roche-en-Brenil är en kommun i departementet Côte-d'Or i regionen Bourgogne-Franche-Comté i östra Frankrike. Kommunen ligger i kantonen Saulieu som tillhör arrondissementet Montbard. År 2022 hade La Roche-en-Brenil 909 invånare.

## Befolkningsutveckling
Antalet invånare i kommunen La Roche-en-Brenil
Referens:INSEE